# 튤

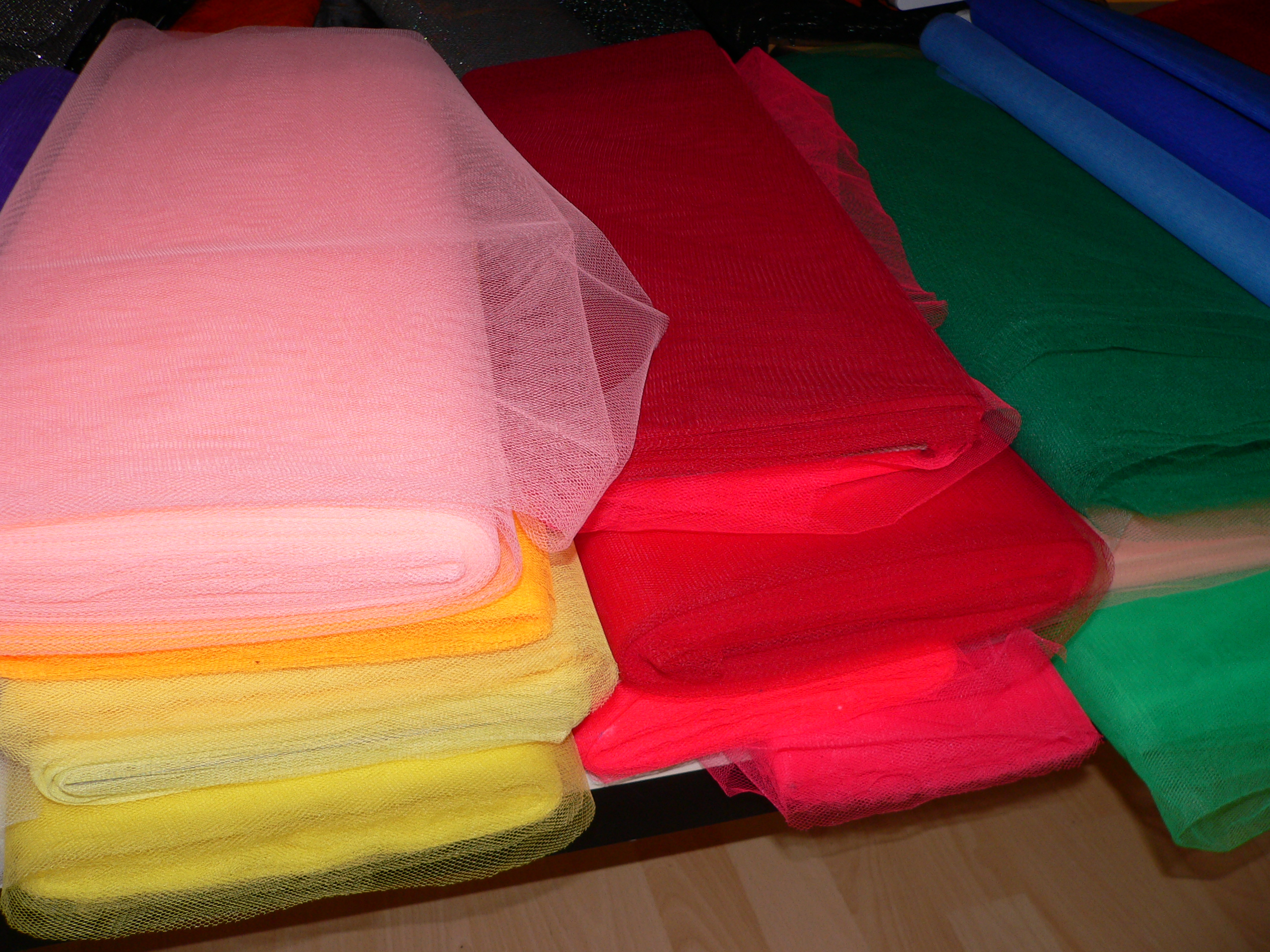
다양한 색상의 튤 원단 더미

튤(Tulle)은 작은 간격의 실로 짜여진 그물망 형태의 직물로, 육각형 무늬의 작은 구멍을 가지고 있으며, 종종 빳빳함을 주기 위해 풀을 먹이기도 한다. 튤은 일반적으로 망보다 더 촘촘한 직물이다.

## 구성

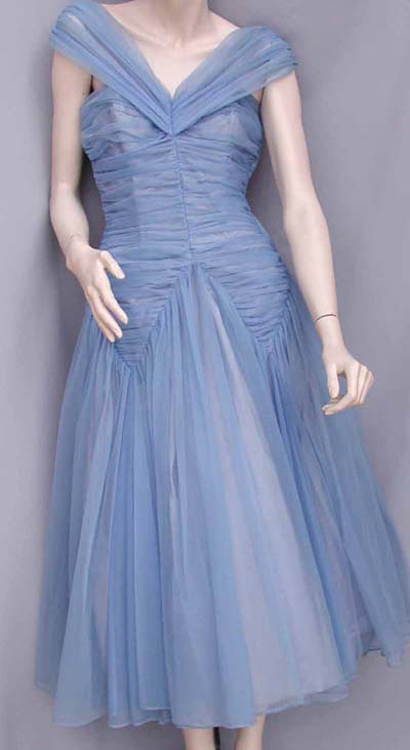
튤은 종종 드레스를 제작하는데 사용된다.

튤은 가볍고, 매우 고우며, 단단한 그물망이다. 비단, 나일론, 폴리에스터, 레이온 등 다양한 섬유로 제작될 수 있다. 가장 흔히 사용되는 섬유는 폴리에스터이며, 레이온 튤은 매우 드물다. 튤은 주로 베일, 가운(특히 웨딩드레스), 발레 튀튀에 사용된다. 다양한 색상으로 판매되며 쉽게 구할 수 있다. 나일론, 레이온, 실크로 만들어진 튤은 가정에서도 염색할 수 있지만, 폴리에스터로 만들어진 것은 염색할 수 없다.

## 명칭의 유래
튤은 드레스 제작에 자주 사용된다. 이름은 프랑스 중남부 지역의 도시 튈(Tulle)에서 유래했다. 튈은 18세기에 레이스와 비단 생산의 중심지로 잘 알려져 있었으며, 초기 튤 그물망은 아마도 이 프랑스 도시에서 처음 만들어졌을 가능성이 크다. 튤 그물망은 다른 나라보다도 파리 발레 의상에서 먼저 나타났는데, 이는 튤 그물망이 다른 지역보다 파리에서 더 쉽게 구할 수 있었음을 시사한다.

## 사용
튤 그물망의 가장 흔한 사용처는 의류이다. 튤은 종종 장식적인 요소로 사용되어 레이스처럼 떠 있는 듯한 효과를 낸다. 또한 속치마나 페티코트에 사용되어 단단하게 벙어리 모양을 만들기도 한다. 여러 겹의 단단한 튤을 겹쳐 사용해 드레스의 실루엣을 부풀리기도 한다. 튤 그물망은 베일 제작에도 사용되는데, 이는 얼굴을 가리면서도 착용자가 바깥을 볼 수 있게 해준다.
장식용 소품 또한 튤 그물망으로 만들 수 있다. 결혼식이나 아기 돌잔치에서 파티 선물이나 선물을 포장하는 데 자주 사용된다. 퀼트나 공예 작업에서 튤 조각이 질감을 더하기 위해 사용되기도 한다. 다채로운 색상의 튤 그물망은 튤 꽃이나 장식 요소를 만드는 데 자주 활용된다.

## 같이 보기
- 거즈
- 오간자

## 참고 문헌
- Ferguson, S. (1862). 《L'Histoire du tulle et des dentelles mécaniques en Angleterre et en France》 [The history of tulle and mechanical lace in England and France] (프랑스어). Paris: E. Lacroix.